# سونیا آکوینو
سونیا آکوینو (انگلیسی: Sonia Aquino؛ زادهٔ ۱۰ ژوئیهٔ ۱۹۷۷) بازیگر اهل ایتالیا است. 
از فیلم‌ها یا برنامه‌های تلویزیونی که وی در آن نقش داشته است، می‌توان به افسون، نرون، زندگی و مرگ پیتر سلرز و برادر کوچک اشاره کرد.